# Gerbillus floweri
Il gerbillo di Flower (Gerbillus floweri  Thomas, 1919) è un roditore della famiglia dei Muridi diffuso nel Vicino oriente.

## Descrizione

### Dimensioni
Roditore di piccole dimensioni, con la lunghezza della testa e del corpo tra 112 e 123 mm, la lunghezza della coda tra 140 e 158 mm, la lunghezza del piede tra 33 e 36 mm, la lunghezza delle orecchie tra 15 e 17 mm e un peso fino a 63 g.

### Aspetto
Le parti dorsali variano dal bruno-rossiccio al fulvo con una indistinta striscia dorsale, la base dei peli è grigia, mentre le parti ventrali e parte della groppa sono bianche. Sono presenti delle macchie bianche sopra e dietro ogni occhio e dietro ogni orecchio. Il naso e i piedi sono bianchi. La coda è più lunga della testa e del corpo e termina con un piccolo ciuffo di peli scuri. 

## Biologia

### Comportamento
È una specie terricola e notturna. Scava vasti cunicoli nella sabbia morbida, con le piccole entrate chiuse dalla sabbia stessa.

### Alimentazione
Si nutre probabilmente di semi di coloquintide. Nelle tane sono state trovate anche feci di dromedario.

## Distribuzione e habitat
Questa specie è diffusa in Egitto, nella Penisola del Sinai settentrionale e nel Deserto del Negev fino alla Palestina.
Vive nei palmeti, in prossimità delle colture, negli uadi e nelle dune sabbiose.

## Conservazione
La IUCN Red List, considerato che si tratta di una specie comune all'interno del suo areale ed è attualmente priva di minacce, classifica G.floweri come specie a rischio minimo (Least Concern).